# スウェット・ロッジ

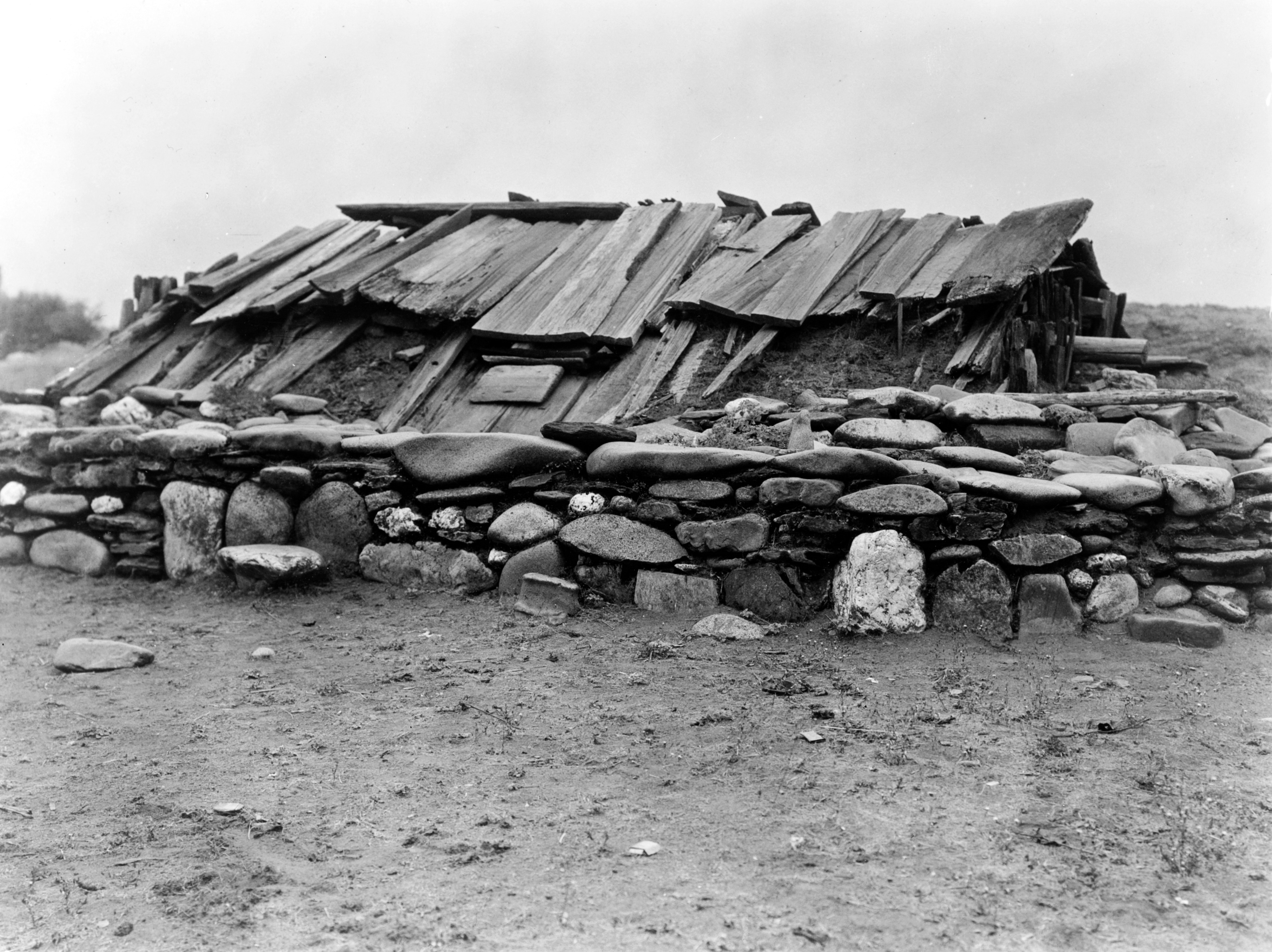
フーパ族の木の屋根と石壁で出来たスウェット・ロッジ（1923年）

スウェット・ロッジ（sweat lodge）は、アメリカ・インディアンの儀式のための小屋、またはこの小屋で行う「治癒と浄化」の儀式。このスウェット・ロッジ（発汗小屋）は、全米のインディアン部族に見られるもっとも一般的で、しかも重要な儀式である。薬草の香気を含んだ蒸気によって身を清め、汗をかくことで健康を回復させる「治癒」の意味と、「心と体の浄化を伴う文化的な集まりの場」の二つの意味を持っている。

## 歴史
1830年代にマンダン族を訪ねた白人画家ジョージ・カトリンは、「蒸し風呂」と呼び、「マンダン族にとってこの蒸し風呂は病人や虚弱者のためだけでなく、部族民すべてによって様々な目的で使われている」と報告している。
19世紀のカトリンの報告通り、現在でもインディアンはこの「蒸し風呂」の手法を採った治癒と浄化の儀式を、あらゆる決めごとや儀式の前に行う。このスウェット・ロッジは、全米のインディアン、そしてアラスカのエスキモー部族にも見られる。スペインによる侵略以前のマヤやアステカでも盛んに行われていた。どのインディアンの村でも町でも、住居のそばに必ず発汗小屋があり、インディアンたちは毎日この小屋で「発汗の儀式」を行っていた。
合衆国は19世紀末からの同化政策の一環として1881年に、憲法に違反してインディアンの宗教を非合法化した。しかし伝統派のインディアンたちは、数々の儀式を白人の目を盗んで継続させていた。1960年代に起こったインディアンの権利回復要求運動（レッド・パワー）は、インディアンの伝統復興を掲げた一大民族運動となった。ことに1968年に創設されたインディアン権利団体「アメリカインディアン運動」（AIM）は、スー族の伝統派呪術師たちと手を結び、「サンダンスの儀式」を全米に広めた。そして同時に、これらの儀式やあらゆる行事、決めごとの前に行われる「スウェット･ロッジ」も、全米の部族で復活することとなった。

## 構造

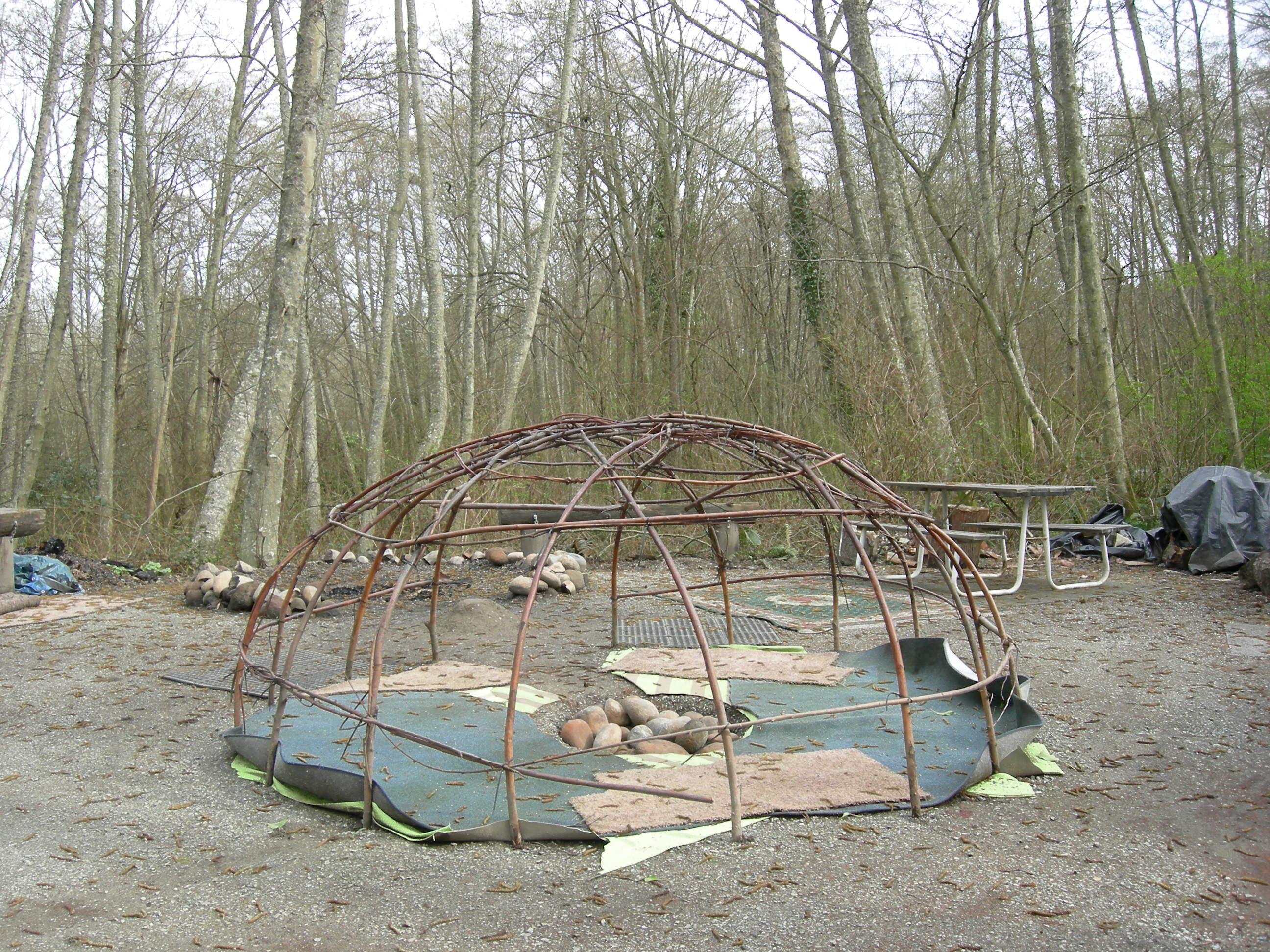
柱が4×4本の「スウェット・ロッジ」の構造（ワシントン州シアトル、「夜明け星の文化センター」）

全米でみられるもっとも一般的な「発汗小屋」は、柳やセイヨウハシバミの枝を組んで作ったウィグワムに、バッファローの毛皮（現代では毛布や防水シート）を掛けたものである。
部族によって小屋の形は違っており、木の枝を組んだ数人用の小さなものが一般的であるが、カリフォルニア州の部族などは、石壁と木の屋根の頑丈な作りの小屋でこれを行う。この場合、部族によっては会議室としても使われる。アラスカエスキモーの発汗小屋は「カーシム」と呼ばれ、後者の大規模会議場スタイルである。ナバホ族は伝統住居の「ホーガン」でこれを行う。以後、スー族の「発汗の儀式」について解説する。
スー族の「発汗の儀式」は、「イニピ」と呼ばれ、小屋の骨組は「縦12×横4本」の柳の枝で組まれるが、レイムディアーは正式な方式は「縦4×横4本」だと述べている。「柳」が使われるのは、これが頭痛をはらう強い力をもつものであり、レイムディアーは「柳は我々の部族の骨格と同じものだからだ」と説明している。
柳の棒が差し込まれる地面の穴も象徴に満ちており、それぞれ「太陽」、「動き」、「大地」、「石」、「月」、「風」、「充足感と調和」、「バッファロー」、「熊」、「方位」、「精霊」、「精神と物質」といった意味が振りあてられている。炉の穴は死んでいった家族縁者を表し、小屋は子宮を表している。すべては「円」で構成されており、これは「すべてが繋がっており、始まりもなければ終わりもない」というインディアンの世界観を象徴している。アーチー・ファイヤー・レイムディアーはこう語っている。
「スウェット･ロッジは全宇宙の力を利用するものだ。大地とそれが育むもの、水、火、大気とだ。水は雷そのもの、好事を招き、蒸気となって吹きあがり、その中に火を閉じ込めている。我々を浄めて「ワカン・タンカ」（大いなる神秘）のもとで生きられるよう導き、ビジョンをも与えてくれる。」
小屋の骨組が出来ると、「タバコ・タイ」（方角を示す色の袋に煙草をつめて糸で繋いだもの）が104袋用意され、骨組みに吊るされる。これを防水シートや毛布で覆えば、「発汗の小屋」の完成である。小屋自体は1～2mの高さがあり、7～8人が入れる広さになっていて、必ずそばに川など水があり、治癒の力を持つという白柳が生えている場所が選ばれる。レイムディアーによると、入口は必ず西側に作られる。その理由をレイムディアーはこう説明している。
「入口を西向きに作るのは、沈みゆく太陽がハンヘピ・ウィ（「夜の太陽」、つまり「月」）とはぐれないようにするためだ。入口を東向きに作るのは「逆さま人間」のヘヨカだけだ。」
発汗小屋の床にはセージが敷き詰められ、中央には炉が切られる。その際出た土は入り口近くに盛られ、聖なる丘である「ウンチ（祖母）」と呼ばれる。そのそばに4本の棒を東西南北に重ね、聖なる石と、眼窩にセージの葉を挿して「聖なるパイプ」である「チャヌンパ」を立て懸けたバッファローの頭蓋骨を置き、「ペタ・オイハンケシュニ（消えない火）」の祭壇を作る。この祭壇には「タバコ・タイ」が捧げられる。
小屋が出来ると、表で薪を積み、15〜20cmの白い石灰石をその上に積んで火を着け、石が真っ赤になるまで熱せられる。石は厳選されて、熱せられて破裂するような石はもちろん外される。古い、模様の入った石は、「太古の知恵」を授けるもの（ツンカシラ）として特に敬われる。火が燃え尽きると、呪術師、呪い師(まじないし、メディスンマン)が「聖なるパイプ」を掲げて「大いなる神秘」に祈りを捧げ、全員でパイプが回し飲みされる。それから小屋の入口に、泉や川から汲んだ水を入れたバケツと柄杓が置かれる。

## 儀式の内容

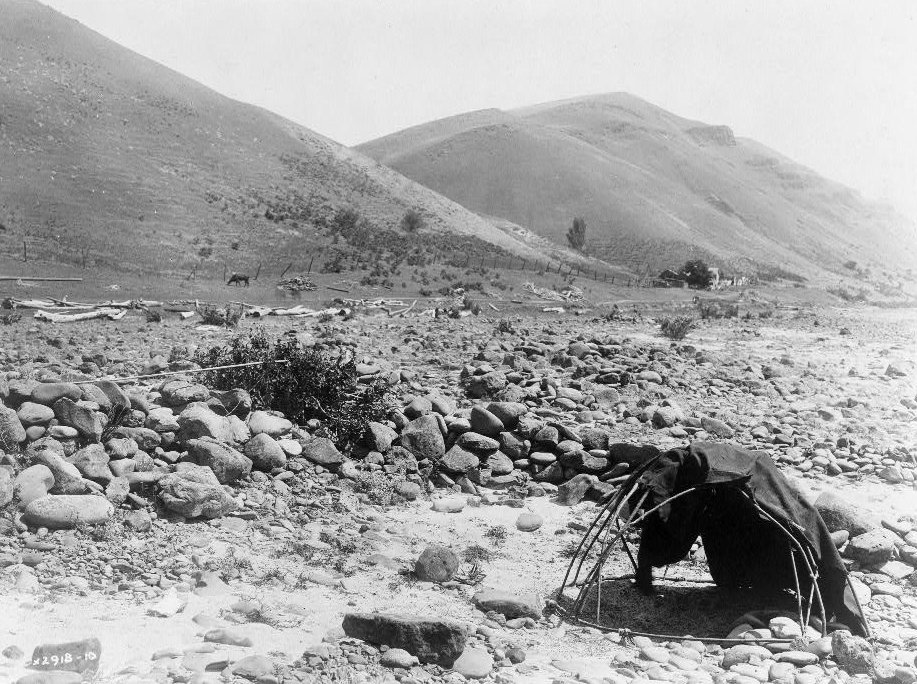
ネ・ペルセ族の小型の「スウェット・ロッジ」（1910年）

発汗の儀式を受ける人間は、衣服を脱いで、装飾品とともに祭壇に供え、腰にタオル一枚巻いただけの全裸になる。そして、太陽の動きに倣い、呪い師を先頭に、右回りに小屋を回って中へ入り、入口の右側に座っていく。中は真っ暗で、左側には、儀式の介添え人が座る。呪い師は東側に座る。
そのあと、表にいる「ファイヤーマン」（火の番人）が、鹿の角か専用のフォークに真っ赤に焼けた石を乗せ、小屋の中へと渡される。呪い師が「聖なるパイプ」の火皿で石に触れ、「石の指示通り」に炉の中に置く石の位置を決めていく。石の数はだいたい16個ほど積まれる。
小屋の中が神聖な雰囲気に満ちてきたら、全員で「ワカン・タンカ、ツンカシラ、ピラマエ」と祈りの言葉を捧げる。そして熱した石にセージや杉の葉が振りかけられ、小屋の中は芳しい香の煙で一杯になる。参加者はまず、この煙を手で引き寄せて吸い、身体に擦り込む。続いて、呪い師によってスイートグラスの葉で水が振りかけられ、室内に蒸気が充満する。呪い師が祈りの歌を歌い、香り高いこの蒸気を全身に擦り込みながら、人々は大精霊、祖父母の霊に祈りを捧げ、個人的な悩みごとの解決、部族や世界の平和を願う。
しばらくこの高温の蒸気のなかで過ごすと、呪い師が4回、入口の毛布を開けて外の空気を入れてくれる。これは「スウェット･ロッジの4つの扉」と呼ばれる息継ぎ、休息である。儀式は都合「第4ラウンド」まで続けられる。途中で熱さに耐えきれなくなった場合、「ミタクエ・オヤシン」と唱えると、外の冷たい空気を入れてもらえる。外に這い出して涼をとることもできるが、やはり全ラウンドを通してこなすことが求められる。
この4ラウンドの間に、参加者はそれぞれ「大いなる神秘」に対して、自分がこれまで経験し学んだことについて感謝し、自分と自分以外のものについて頼みごとをし、あらゆる我欲を差し出し、啓示を求める。最後に時計回りに聖なるパイプが回されてきて、めいめいがこれを手に祈りの言葉を唱える。こうして儀式は終わりを告げる。儀式を終えたものは、心身ともに爽快な気分となり、なにかしらの啓示を受けることになる。
「発汗小屋」のなかで、真っ赤に熱せられた石から立ち上る蒸気は非常に高温で、初心者は水膨れが出来るほどで、手で口と鼻を覆わなければ呼吸もままならない。16世紀のスペイン人修道士は、アステカ族のこの高温を伴う儀式について、「スペイン人がこの風呂に入れば間違いなくショックで失神するだろう」と書き残している。シチャング・スー族のレオナルド・クロウドッグのような熟練した呪い師は、かなりの高温のイニカガーピを毎日のように行う。
クロウドッグはニュージャージー州で、ニューヨークに住むインディアンたちのためにこの儀式を行ったことがあるが、石に水をかけ、小屋が蒸気で一杯になった途端に、都会育ちのインディアンたちは口々にわめきながら小屋を引き裂いて一人残らず外へ逃げ出して行ってしまった。本来、このような行為は儀式を侮辱するものだが、レオナルドは苦笑するしかなかったという。また、黒人活動家がクロウドッグ家でこの儀式に参加したことがあるが、この際の儀式は獄中のインディアン同胞に祈りを捧げる「休憩なし」の苛烈なものだった。この黒人は「死んでしまう！」と叫んだが、レオナルドの父ヘンリーはこう答えている。
「発汗の小屋の中で、しかも儀式中に死ぬなんてこの世で一番素晴らしいことだよ。人が願いうる最高の終わりかただ。」
「スウェット・ロッジ」は本来、男女混合で全裸で行う儀式である。レイムディアーは、「下着を着けて小屋に入るような真似は、それこそ白人流のよこしまな行いそのものだ」としており、タオルを腰に巻くのも「もってのほか」と語っている。小屋の中は真っ暗なので、裸であっても本来とくに問題もないのである。しかし、このスー族式の「スウェット・ロッジ」においても、近年は全裸ではなくタオルが腰に巻かれ、男女で別々に行われていて、レイムディアーの時代と、作法に違いが見られるようになっている。

## スウェット・ロッジの現在

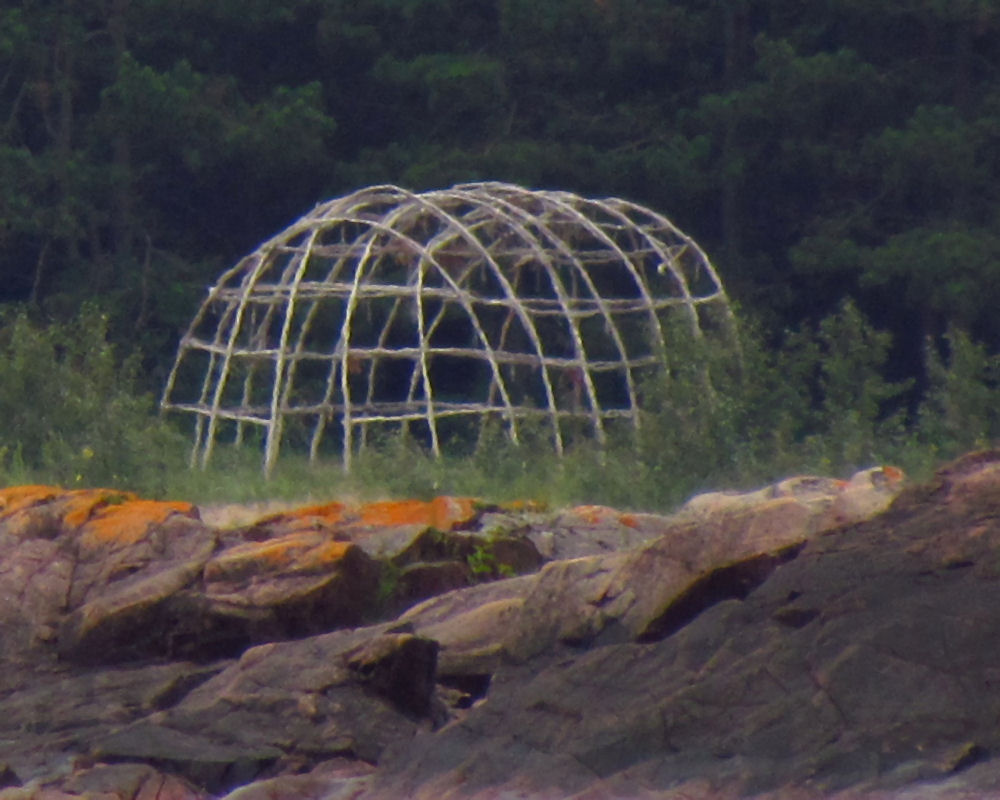
オジブワ族が建てた「スウェット・ロッジ」の骨組（2011年）

インディアンの「発汗の儀式」は、1970年代の「レッド・パワー」によって全米に広められるのと同時に、ヨーロッパ諸国へも広められた。その実役を担ったのは、合衆国内と同じく、アーチー・ファイヤー・レイムディアーら、ラコタ・スー族の伝統派の呪い師だった。ラコタ・スー族の伝統派呪い師たちは、招かれてヨーロッパ諸国でインディアンの精神世界に関する講演を行い、各地で「発汗の儀式」を開催している（→ドイツ・ウーックスハイムのアイフェルでアーチーが建てた「発汗の小屋」）。
一方、合衆国内ではニューエイジなどの接近により、「プラスチック・メディスンマン」（エセ呪い師）の主催による、まがい物の「発汗の儀式」も多々見られるようになっている。この儀式は高温のもとで行われるため、もともと体力を消耗するものであるが、衣服を着たまま参加するなどして、事故も相次いでいて、死亡者まで出している。こういったニューエイジと結託したエセ呪い師の儀式は参加者から料金をとる有料の見世物であり、偽物である。伝統派の呪い師はあらゆる儀式において参加者から金をとるようなことは絶対にしない。
チュラリップ族の女性運動家であり、「スウェット・ロッジ」の儀式の主宰者だったジャネット・マクラウドは、こうした有料のエセ儀式を、「連綿と続く、白人たちの“インディアンからの窃盗”のなかでも、最悪きわまる例である」と徹底批判している。